# 쥐도
쥐도는 전북특별자치도 군산시 옥도면에 있는 섬이다. 무인도서로 지정하여 관리되고 있다.